# Energiaszegénység
Az energiaszegénységben élők helyzetét általában háztartásokra lebontva szokták vizsgálni. Egy háztartást akkor nevezünk energiaszegénynek, ha az nem képes megfizetni a fűtés vagy az egyéb alapvető energiaszolgáltatások olyan szintjét, mely a tisztességes életminőséghez szükséges. Mindennapi életünk alapvető feltétele az otthonunkban felhasznált energia; ez biztosítja a világítás, a fűtés, a főzés és számos berendezés és használati tárgy működését. Aki nem engedheti meg magának, hogy elegendő energiához jusson, hátrányt szenved az élet számos más területén is.
Az energiaszegénység összetett jelenség, melynek számos tényezője és hatása van, az energiahatékonyságtól kezdve az állami támogatások rendszerén keresztül az egészségügyi kockázatokig.
Az energiaszegénység jellemzőit két csoportra szokták osztani:
- Háztartás jellemzői
  - Háztartások anyagi helyzete
  - Lakásminőség
  - Energiához való hozzáférés
  - Műszaki felszereltség

- Külső tényezők
  - Energiahordozók ára
  - Időjárás és éghajlat
  - Szakpolitikai háttér

## Energiaszegénység Magyarországon
Magyarországon jelenleg nincs hivatalos definíciója és mérőszáma az energiaszegénységnek. Mivel a különböző országok adottságai és az elérhető adatok is nagyon eltérőek, az Európai Unió arra ösztönzi a tagállamokat, hogy helyi szinten határozzák meg és mérjék ezt a jelenséget. 